# Edwardamazilie
Die Edwardamazilie (Saucerottia edward, Syn.: Amazilia edward, Trochilus edward) ist eine Vogelart aus der Familie der Kolibris (Trochilidae). Die Art hat ein großes Verbreitungsgebiet, das etwa 43.000 Quadratkilometer in den mittelamerikanischen Ländern Costa Rica und Panama umfasst. Der Bestand wird von der IUCN als „nicht gefährdet“ (Least Concern) eingestuft.

## Merkmale
Die Edwardamazilie erreicht eine Körperlänge von etwa neun Zentimetern. Der schwarze Schnabel mit blassrosa Unterkiefer wird 18 bis 19 Millimeter lang. Beide Geschlechter sind sich sehr ähnlich. Die Oberseite ist von metallgrüner Farbe, die nach unten bis zum Schwanz ins Kupferbronzene übergeht. Der Hals und die Brust glitzern grün, in scharfem Kontrast zum Weiß des Bauches.

## Habitat
Der Vogel ist relativ häufig in offenen Wäldern, auf Lichtungen und in Gärten der Tiefebenen. In der Provinz Chiriquí bewegt er sich auch in Höhen über 1800 Metern. In der Provinz Colón kommt er nahe dem Panamakanal vor. Das Verbreitungsgebiet reicht vom Südwesten Costa Ricas bis in den Osten Panamas.

## Unterarten

Verbreitungsgebiet der Edwardamazilie

Bisher sind vier Unterarten bekannt:
- Saucerottia edward collata (Wetmore, 1952)[2]
- Saucerottia edward edward (Delattre & Bourcier, 1846)[3]
- Saucerottia edward margaritarum (Griscom, 1927)[4]
- Saucerottia edward niveoventer (Gould, 1851)[5]

Das Taxon Amazilia edward ludibunda (Wetmore, 1952) wird allgemein als ungültig betrachtet.
Die Unterart niveoventer ist vom Südwesten Costa Ricas bis nach West- und Zentralpanama verbreitet, auch im Nationalpark Coiba. Die Subspezies edward kommt in der Zone rund um den Panamakanal bis in den Westen Dariéns vor. Im zentralen Panama ist die Unterart collata beheimatet. Im nördlichen Teil des Golfs von Panama, auf den Perleninseln, den Inseln Urabá, Taboga und Taboguilla sowie vom Osten Panamas bis in den Südwesten Dariéns findet man die Unterart margaritarum.

## Etymologie und Forschungsgeschichte
Adolphe Delattre und Jules Bourcier beschrieben die Edwardamazilie unter dem Namen Trochilus Edward. Das Typusexemplar wurde von Delattre während seiner Reise durch Peru, Ecuador und das Vizekönigreich Neugranada am Isthmus von Panama gesammelt. Erst später wurde die Art der Gattung Amazilia zugeordnet. 2020 ordnete die IOU diese Art in die Gattung Saucerottia ein. Dieser Name wurde zuerst für die Stahlgrüne Amazilie (Saucerottia saucerottei, früher Amazilia saucerottei) verwendet. Delattre und Bourcier ehrten damit Antoine Constant Saucerotte (1805–1884), einen Arzt und Hobbyornithologen aus Lunéville. Der frühere Gattungsname Amazilia stammt aus einer Novelle von Jean-François Marmontel, der in Les Incas, ou La destruction de l'empire du Pérou von einer Inkaheldin namens Amazili berichtet. Der Artname ist dem Naturforscher Edward Wilson (1808–1880) gewidmet, der in der Zeit der Erstbeschreibung im Schloss Lydstep in der Nähe von Tenby lebte. Er war ein Bruder von Thomas Bellerby Wilson (1807–1865), der Delattre ein Jahr später seine Vogelsammlung abkaufte. Das Wort collata stammt vom lateinischen Wort collum für „Nacken, Hals“ ab. Das lateinische Wort margaritarum steht für „perlmutt“. Bei niveoventer handelt es sich um ein lateinisches Wortgebilde aus den Wörtern niveus für „schneeweiß“ und venter für „Bauch“.